# Léon Bakst

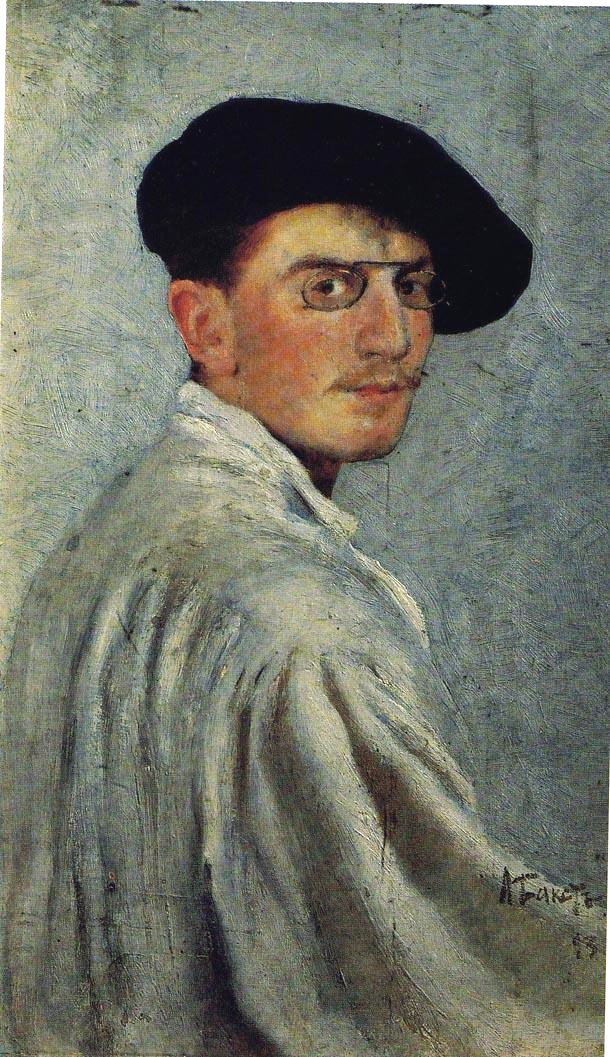
Bakst, Selbstbildnis

Léon Bakst (russisch Лев Самойлович Бакст, Lew Samoilowitsch Bakst, ursprünglich Лейб-Хаим Израилевич Розенберг / Leib-Chaim Israilewitsch Rosenberg; * 27. Apriljul. / 9. Mai 1866greg. in Grodno; † 27. Dezember 1924 in Rueil-Malmaison) war ein russisch-französischer Maler, Bühnenbildner und Kostümbildner.

## Leben
Léon Bakst begann 1883 das Studium der Kunst an der Kaiserlich-Russischen Akademie seiner Heimatstadt, die er wegen eines Streites um eines seiner Madonnenbilder vorzeitig verließ. 1893 verließ Bakst Russland und zog nach Paris, wo er von einem finnischen Maler unterrichtet wurde.
Dort lernte er eine Gruppe junger Künstler um Alexander Benua, Sergej Djagilew und Walentin Serow kennen, die zusammen 1898 die Zeitschrift Mir Iskusstwa (Welt der Kunst) gründeten. Wiederholt besuchte er St. Petersburg und leitete dort ab 1906 die Kunstschule von Jelisaweta Swanzewa. Zu seinen Schülern gehörten u. a. Marc Chagall und Sergej Michailowitsch Kolesnikoff.
Obwohl Bakst auf seinen Reisen stets neue Inspiration fand, wurde er seiner Malerei überdrüssig. Er wandte sich der Illustration von Zeitschriften sowie der farbenfrohen, orientalisch inspirierten Kostümgestaltung und Bühnendekoration zu.
Seine Arbeit für das Theater begann in der Spielzeit 1902/03 mit Bühnendekorationen für das Eremitage-Theater und das Mariinski-Theater. Ab 1909 arbeitete er mit Djagilew zusammen und hatte wesentlichen Anteil an der Gründung der Ballets Russes. Seine Kostümentwürfe für die Ballette Scheherazade (1910), Der Feuervogel (1910) und Josephs Legende (1914) machten Bakst international bekannt. Er verarbeitete Anregungen aus dem archaischen Griechenland, dem Orient, dem Wiener Biedermeier und dem Balzacschen Paris zu seiner eigenen farben- und formenreichen Dekorationskunst. 
Ab 1912 lebte er in Paris.

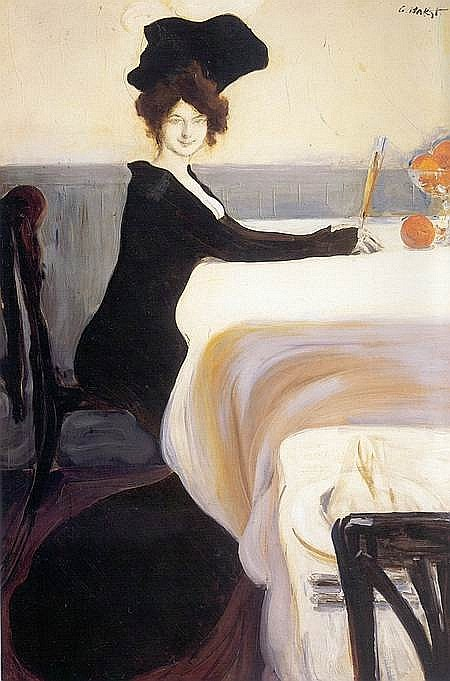
Souper, 1910
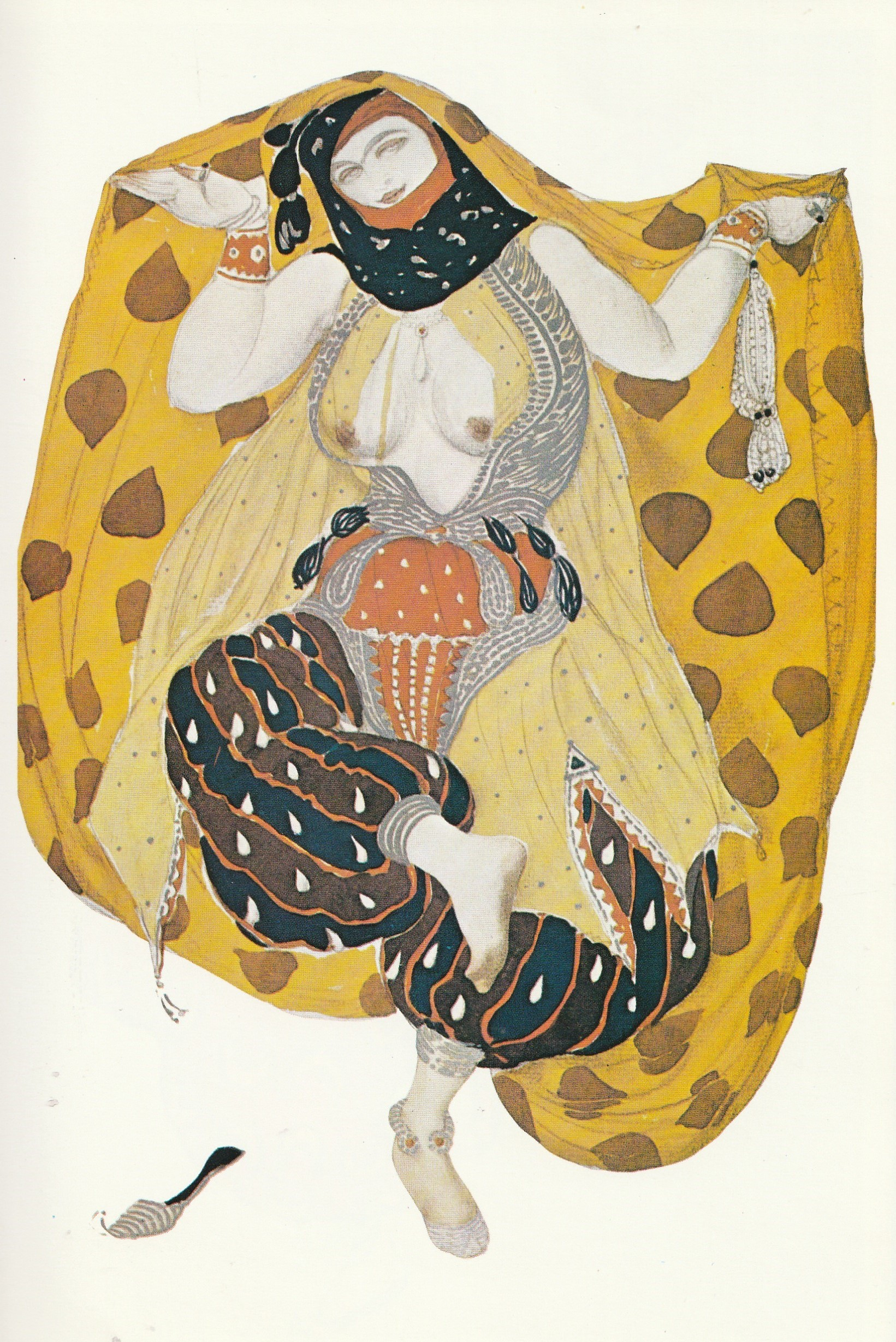
Odaliske im Ballet Scheherazade, 1910
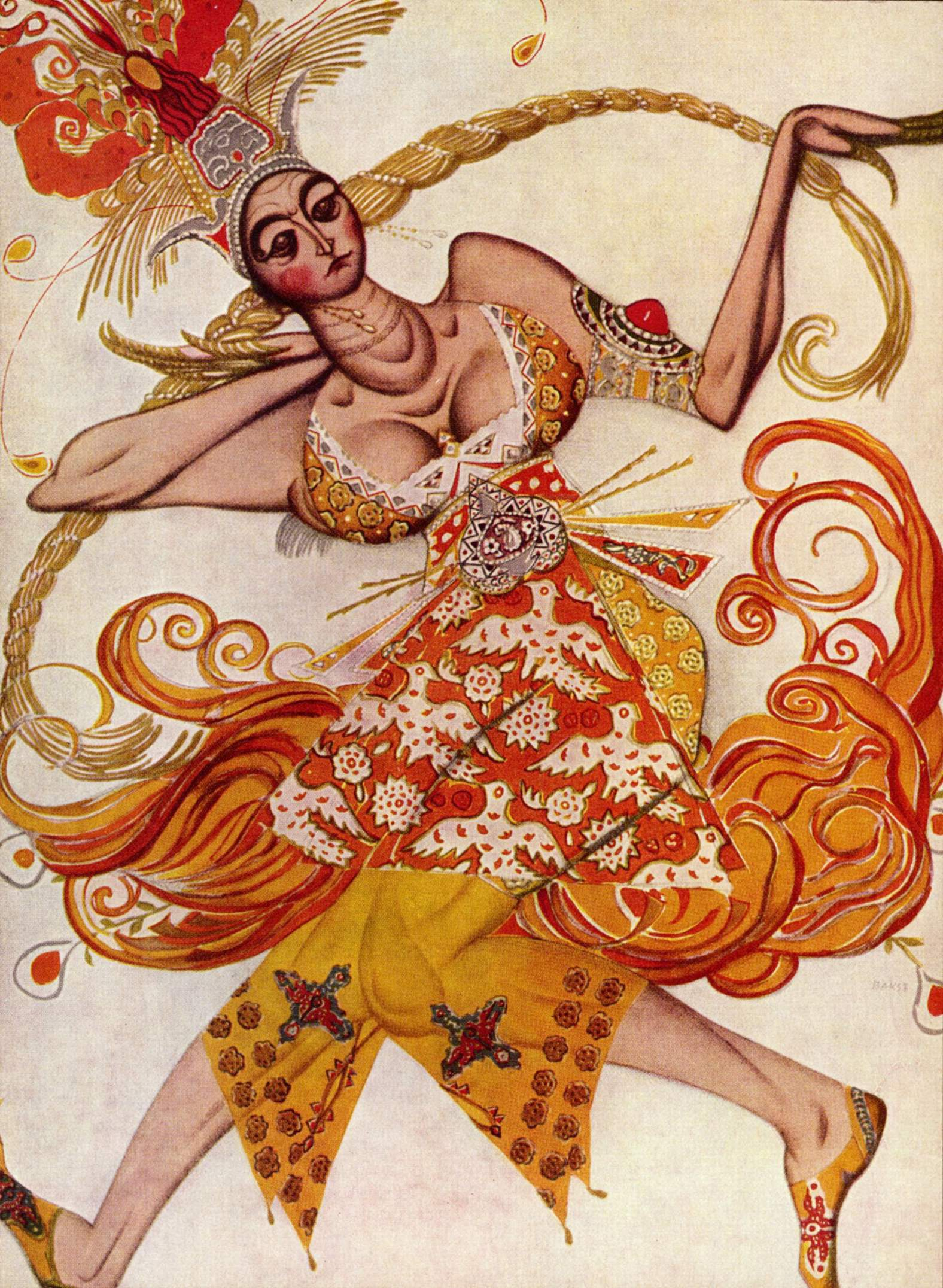
Figurine für das Ballett „Der Feuervogel“ von Igor Strawinski
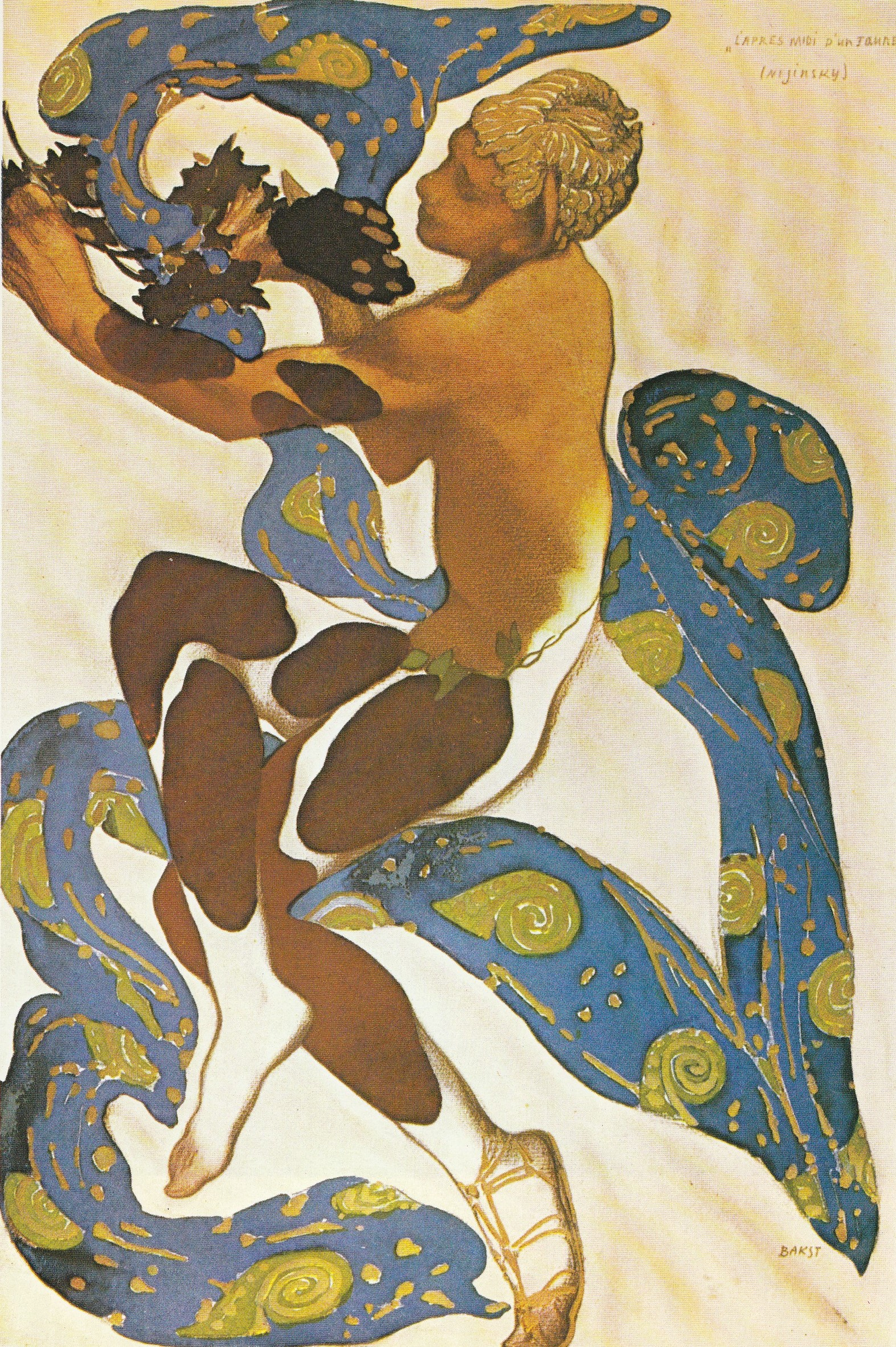
Vaslav Nijinsky im Ballett L’Après-midi d’un Faune nach Claude Debussy, 1912
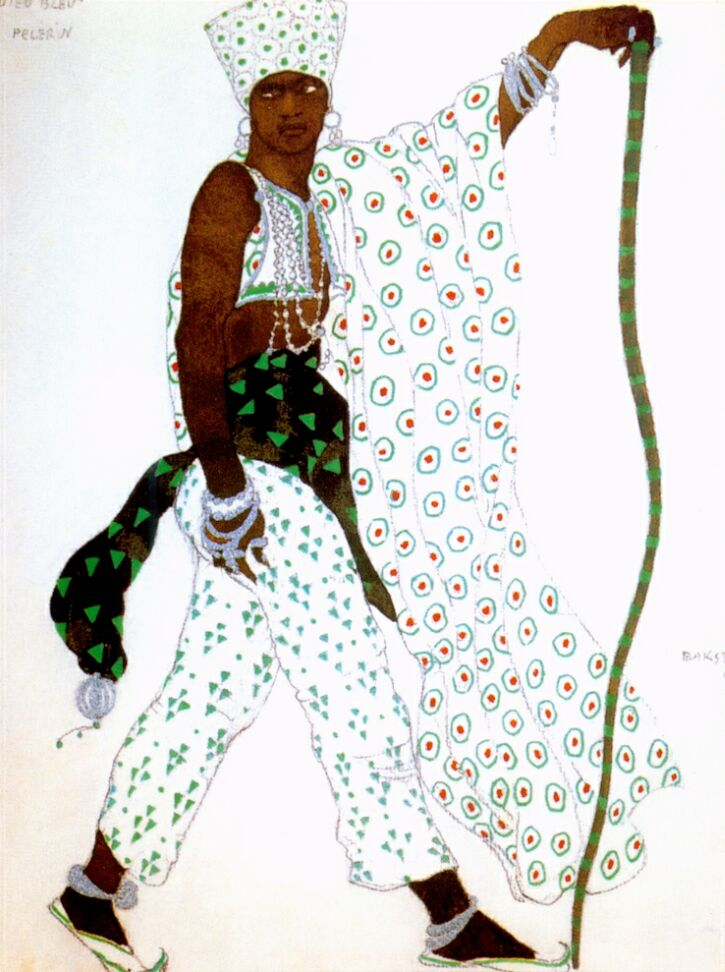
Figurine für das Ballett „Le dieu bleu“ von Reynaldo Hahn